# Antônio Carlos (Minas Gerais)
Antônio Carlos é um município brasileiro do estado de Minas Gerais.

## História
As terras que atualmente constituem o município de Antônio Carlos tinham como primitivos habitantes os índios Puris, reunidos em um pequeno povoado localizado nas cabeceiras do Rio das Mortes, região a que chamavam de Borda do Campo.
No início do século XVIII, Minas Gerais fervilhava com a descoberta das minas de ouro, diamantes, esmeraldas. Necessário se fazia conduzir estas riquezas com maior segurança até à maior Coroa Portuguesa que se estabelecera no Rio de Janeiro. Abrindo trilhas nas matas, atravessando rios, enfrentando índios, animais selvagens, chuva, frio e calor, intrépidos bandeirantes liderados pelo Cel. Domingos Rodrigues da Fonseca Leme e seu cunhado Garcia Rodrigues Pais descobriram um “Caminho Novo” que se iniciava na raiz da Serra da Mantiqueira e ligava a Capitania de Minas Gerais ao Rio de Janeiro.
Na Capitania das Minas, o Caminho Novo passava por Vila Real, Raposos, Itatiaia, Vila Rica, Vila do Carmo, Carijós, Carandaí, Registro Velho, Borda do Campo (Antônio Carlos), Juiz de Fora, Matias Barbosa, Simão Pereira. O rio Paraibuna separava as duas capitanias, (RJ) e (MG) e nele fora instalado o “Primeiro Posto Fiscal”.
Os bandeirantes paulistas coronel Domingos Rodrigues da Fonseca Leme e seu cunhado capitão Garcia Rodrigues Pais vieram para esta região, onde permaneceram por algum tempo. Mais tarde deslocando-se rumo ao nordeste, fundaram, por volta de 1728 o arraial da Igreja Nova da Borda do Campo, hoje Barbacena, que naquele tempo enquadrava o município de Antônio Carlos.
Como a atividade econômica principal era a agricultura, assim se explica a existência de inúmeras fazendas. E delas, duas pertencem a figuras ligadas à Inconfidência Mineira: a Fazenda do Registro Velho e Fazenda da Borda do Campo que pertencia ao Coronel Domingos Rodrigues da Fonseca Leme, que a transferiu mais tarde a José Aires Gomes que se tornou célebre pelas conversações que ali se realizaram ao tempo da conjuração.
O povoado, em volta da estação ferroviária do Sítio fazia parte do distrito de Bias Fortes, município de Barbacena. Em 10 de outubro de 1910 a capela do Sítio foi elevada a curato, desmembrada da Matriz de Barbacena. Em 17 de dezembro de 1938 o distrito de Bias Fortes recebeu o nome do povoado que lhe pertencia, passando a chamar-se Sítio. Em 30 de abril de 1941 por provisão foi criado a freguesia.
Pela sua localização o arraial da Igreja Nova da Borda do Campo, Fundado em 1728, servia de ponto de encontro das riquezas que eram encaminhadas à coroa Portuguesa. Riquezas estas, que passaram a atrair salteadores e bandoleiros, tais como: “Montanha e Mão de luva” que roubavam o ouro, estupravam e matavam, assustando viajantes e os comerciantes.
Por isso muitos desses comerciantes e viajantes arranchavam-se na Borda do Campo (Antônio Carlos), tornando-a um local fervilhante de novas notícias, tradições e conspirações: A partir da borda do campo foram surgindo pequenos burgos com a lavoura e criação de gado leiteiro, destacando-se o distrito de “sítio” (como passou a chamar-se em 1º de janeiro de 1939).
Em 27 de dezembro de 1948 é elevado a categoria de município, com a denominação de Antônio Carlos (filho ilustre da cidade), desmembrado de Barbacena. É formado por três povoados: Curral Novo, Campolide e Sá Fortes.
O município de Antônio Carlos, situado na serra da Mantiqueira, abrigou pessoas ilustres, com o passado rico de valores culturais, como o presidente Antônio Carlos, Marechal Henrique Dufles Teixeira Lott, General José Maria de Andrada Serpa, General Antônio Carlos de Andrada Serpa e Manoel Carlos de Andrade, Carlos Pereira de Sá Fortes, (primeiro importador de gado holandês do Brasil e fundador da primeira escola de laticínios do Brasil).

## Geografia
Localiza-se a uma latitude 21º19'05" sul e a uma longitude 43º44'48" oeste, estando a uma altitude de 1058 metros. De acordo com o censo realizado pelo IBGE em 2010, sua população é de 11.112 habitantes. Possui uma área de 526,41 km².
Conforme a classificação geográfica mais moderna (2017) do IBGE, Antônio Carlos é um município da Região Geográfica Imediata de Barbacena, na Região Geográfica Intermediária de Barbacena.

### Hidrografia
Possui vários rios importantes como o Rio das Mortes e o Rio Banderinhas e outros e tendo em seu território, a nascente do Rio Paraibuna, muito importante para a região.

### Rodovias
- MG-135

### Ferrovias
- Linha do Centro da Estrada de Ferro Central do Brasil[8][9]